# 小行星14097
小行星14097（14097 Capdepera）是一颗绕太阳运转的小行星，为主小行星带小行星。该小行星于1997年8月11日发现。

## 轨道参数
小行星14097的轨道半长轴为2.7646055 UA，离心率为0.057。